# Биљана платно белеше
Биљана платно белеше је народна песма из Вардарске Македоније. У Бугарској се сматра бугарском народном песмом, док се у Северној Македонији сматра македонском народном песмом. Ова песма представља и главну тему Десете Мокрањчеве руковети.